# Bourride

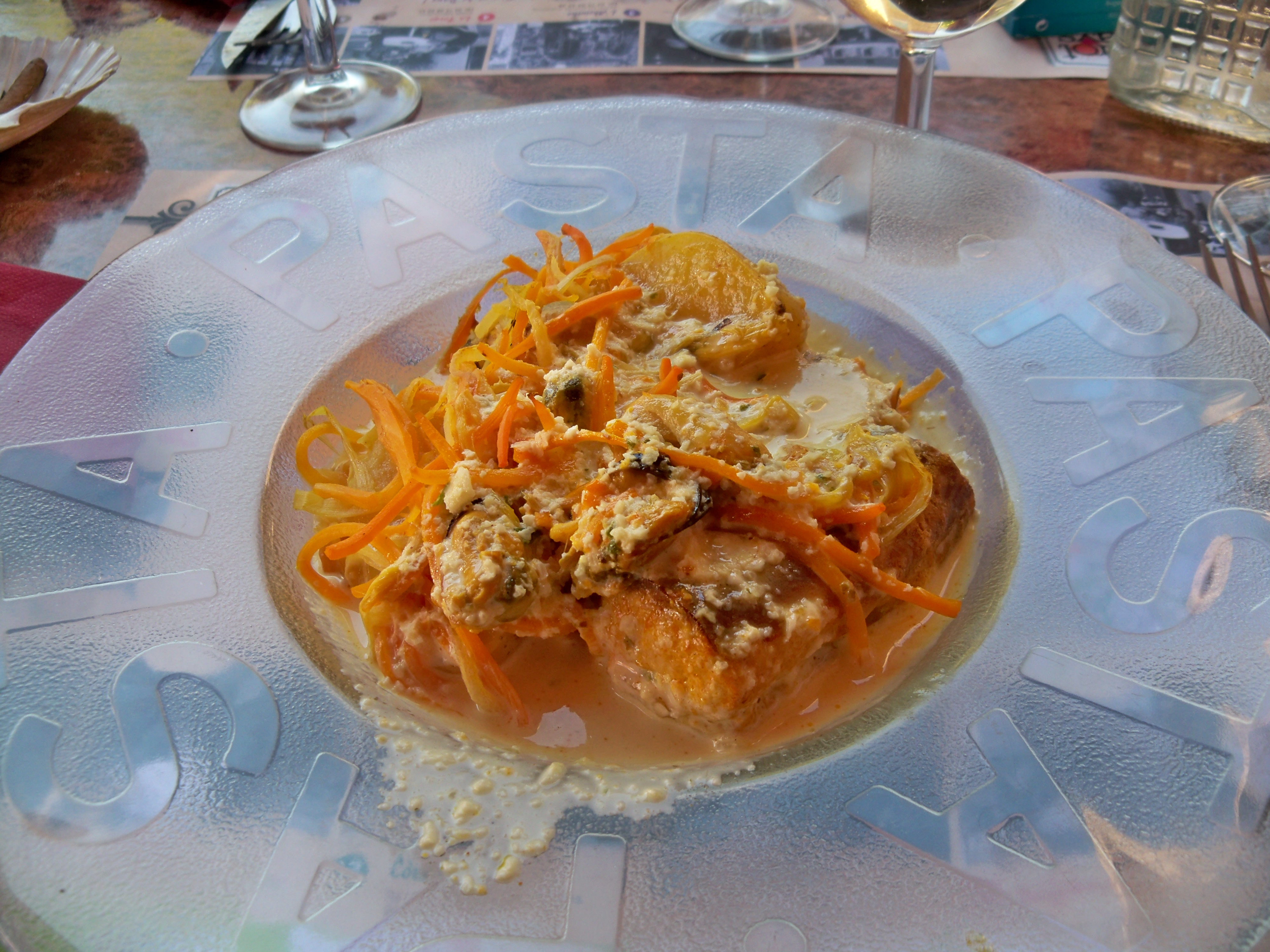
Bourride

Bourride (frz. bourrer für vollstopfen) ist ein französisches Fischgericht aus der Provence und der Languedoc. Die Hafenstadt Sète (Hérault) ist für die mit der Bouillabaisse verwandte Spezialität besonders bekannt.
Für die Zubereitung werden kleinere Meeresfische benötigt, die selbst zusammengestellt oder als vorbereitete Mischung gekauft werden. Die Mischung enthält typischerweise drei oder mehr verschiedene Weißfische, wie Wolfsbarsch, Meerbrasse, Petersfisch oder Merlan, gelegentlich auch festfleischige Fische, wie Steinbeißer oder Meeraal beziehungsweise Fettfische, wie Makrelen.
Die Fische werden zerteilt und mit Zwiebeln, Tomaten, Fenchel, Knoblauch, Küchenkräutern und Olivenöl gekocht. Typische Gewürze sind Pomeranzenschale und Safran. Nach dem Garen passiert man den Fond und bindet ihn mit Eigelb und Allioli. Anschließend belegt man einen Teller mit Weißbrotscheiben, nappiert sie mit der Sauce und richtet den Fisch darauf an. Die Bourride wird immer frisch zubereitet und sofort serviert. Sie kann in verschiedener Weise abgewandelt werden, nie darf aber das für sie typische Aioli fehlen.